# Albert Pyun
Albert Pyun, né le 19 mai 1953 à Hawaï (États-Unis) et mort le 26 novembre 2022 à Las Vegas (Nevada), est un réalisateur, scénariste et producteur américain.

## Biographie
Pendant sa scolarité, Albert Pyun travaille pour des compagnies de production de cinéma et de publicité. À 18 ans, il se rend au Japon pour y suivre un stage, sur invitation de l'acteur Toshirō Mifune, qui prévoit de le faire engager sur Dersou Ouzala d'Akira Kurosawa. Mifune renonce finalement à tourner le film, mais permet à Albert Pyun de travailler sur une série télévisée japonaise dans laquelle il joue.  
En 1982, Albert Pyun tourne son premier film en tant que réalisateur, le film d'heroic-fantasy L'Épée sauvage, qui remporte un important succès commercial à son échelle. Il devient ensuite un spécialiste des films d'action et de science-fiction de séries B et dirige, au fil des années, des acteurs comme Jean-Claude Van Damme, Steven Seagal ou Christophe Lambert.

## Filmographie

### comme réalisateur
- 1982 : L'Épée sauvage (The Sword and the Sorcerer)
- 1985 : Le Dernier Missile (en) (Radioactive Dreams)
- 1986 : Campus (en) (Dangerously Close)
- 1987 : Pleasure Planet (Vicious Lips)
- 1987 : Le Trésor de San Lucas (en) (Down Twisted)
- 1988 : L'Aventure fantastique (Alien from L.A.)
- 1989 : Voyage au centre de la Terre (en) (Journey to the Center of the Earth)
- 1989 : Cyborg
- 1990 : Captain America
- 1991 : Bloodmatch
- 1991 : Kickboxer 2 : Le Successeur (Kickboxer 2: The Road Back)
- 1991 : Dollman
- 1992 : Deceit
- 1993 : Nemesis
- 1993 : Arcade (vidéo)
- 1993 : Brain Smasher... A Love Story (vidéo)
- 1993 : Les Chevaliers du futur (Knights)
- 1994 : Kickboxer 4
- 1994 : Hong Kong 97 (en)
- 1994 : Spitfire
- 1995 : Heatseeker
- 1995 : Nemesis 2 (Nemesis 2: Nebula) (vidéo)
- 1996 : Raven Hawk (en) (TV)
- 1996 : Nemesis 3: Prey Harder (vidéo)
- 1996 : Omega Doom (en)
- 1996 : Adrénaline (Adrenalin: Fear the Rush)
- 1996 : Nemesis 4: Death Angel (vidéo)
- 1997 : Prise d'otages à Atlanta (Blast)
- 1997 : Mean Guns
- 1998 : Crazy Six (en)
- 1998 : Postmortem (en)
- 1999 : The Wrecking Crew (en)
- 1999 : Urban Menace (en)
- 1999 : Corrupt (en)
- 2001 : Explosion imminente (Ticker)
- 2003 : More Mercy (vidéo)
- 2004 : Max Havoc : La malédiction du dragon (en) (Max Havoc: Curse of the Dragon)
- 2005 : Infection
- 2006 : Cool Air (vidéo)
- 2007 : Left for Dead
- 2010 : Bulletface
- 2010 : Tales of an Ancient Empire (en)
- 2012 : Road to Hell
- 2017 : Interstellar Civil War

### comme scénariste
- 1982 : L'Épée sauvage (The Sword and the Sorcerer)
- 1985 : Le Dernier Missile (en) (Radioactive Dreams)
- 1987 : Pleasure Planet (Vicious Lips)
- 1988 : Alien from L.A.
- 1993 : Les Chevaliers du futur (Knights)
- 1993 : Brain Smasher... A Love Story (vidéo)
- 1994 : Kickboxer 4
- 1995 : Spitfire
- 1995 : Heatseeker
- 1995 : Nemesis 2 (Nemesis 2: Nebula) (vidéo)
- 1996 : Nemesis 3: Prey Harder (vidéo)
- 1996 : Omega Doom (en)
- 1996 : Adrénaline (Adrenalin: Fear the Rush)
- 1996 : Nemesis 4: Death Angel (vidéo)

### comme producteur
- 2001 : Explosion imminente (Ticker)
- 2003 : More Mercy (vidéo)
- 2003 : Final Examination (vidéo)